# Epinephelus acanthistius
Epinephelus acanthistius és una espècie de peix de la família dels serrànids i de l'ordre dels perciformes.

## Morfologia
Els mascles poden assolir els 100 cm de longitud total.

## Distribució geogràfica
Es troba des del sud de Califòrnia fins al Perú.